# Thalaina fortunata
Thalaina fortunata là một loài bướm đêm trong họ Geometridae.